# Рижская фарфоро-фаянсовая фабрика
Рижская фарфоро-фаянсовая фабрика — первоначально лифляндский филиал Дулёвской фабрики Кузнецовых, созданный для расширения экспорта продукции, с 1887 года — филиал Товарищества семьи Кузнецовых, крупнейшего российского предприятия по производству изделий из фарфора, фаянса и майолики. Историческая фабрика действовала с начала XIX столетия. Успешно продолжала работу в период межвоенной Латвии и в советскую эпоху, когда она стала одним из крупных государственных предприятий фарфорового производства. В начале 2000-х годов была ликвидирована, как и большинство латвийских предприятий имперской и советской промышленности.
Во второй половине 2010-х годов на месте бывшего завода был построен торговый центр Akropole, открытый в апреле 2019 года.

## История

### Основание фабрики
В 1810 году в деревне Новохаритоново Бронницкого уезда (территория Подмосковья, недалеко от Гжели) Я. В. Кузнецов, кузнец по профессии, открыл небольшой завод, который через два года получил документальное подтверждение, вошёл в список российских промышленных предприятий и стал считаться официально действующим. Через некоторое время наследники Якова Кузнецова открыли профильные предприятия в различных городах Российской империи.
В 1841 году в Риге был открыт филиал фабрики Кузнецовых был основан в предместье Дрейлингсбуш (современный микрорайон Дрейлини). У истоков Рижской фарфоро-фаянсовой фабрики стоял предприниматель Сидор Терентьевич Кузнецов. Одним из основных мотивов, побудивших семью фабрикантов Кузнецовых основать свой завод на территории Прибалтийского края, стало желание наладить пути вывоза продукции за границу через рижский порт, который с течением времени выходил на одно из ведущих мест в стране по показателям внешнеторгового экспорта, которые неизменно росли. С другой стороны, сыграл свою роль культурно-религиозный аспект: промышленники Кузнецовы принадлежали к старообрядческой общине, а в Лифляндской губернии с давних времён сформировалось толерантное отношение к прихожанам древлеправославной церкви. Община староверов в Лифляндии была одной из крупных в Российской империи и пользовалась большим влиянием, в особенности в сфере торговых отношений. Большая часть рабочих, прибывшая в Ригу в этот период для работы на фабрике Кузнецовых, происходила из населённых пунктов с многолетними историческими традициями качественного производства фарфоровых изделий, например, Гжели, Дулёва, а также сёл Коломенской области, которые были известны своим кустарным фарфоро-фаянсовым промыслом.

### Рост производства, создание Товарищества
Первоначально на фабрике в Дрейлингсбуше производили только фаянсовую посуду, но по мере развития производственных мощностей было налажено изготовление других фарфоровых изделий, которое началось с 1851 года, когда было построено два кирпичных цеха. В 1859 году на заводе был установлен паровой двигатель. С одной стороны, это поспособствовало более высокой производительности труда, но, с другой стороны, привело к сокращению рабочей силы. Тем не менее, в середине XIX столетия фабрика предоставляла рабочие места 242 человеку, что было, в целом, довольно высоким показателем. В 1864 году скончался основатель лифляндского производства фарфоровых изделий Сидор Терентьевич Кузнецов, после чего управление семейным предприятием перешло к его сыну Матвею Сидоровичу, который получил образование в Рижском коммерческом училище и после ряда трудностей и угрозы банкротства вывел фабрику на высокий уровень и обеспечил ей широкую известность и признание во многих странах мира, от Европы до Китая. В память об отце Матвей Кузнецов не менял название «Фабрика С. Т. Кузнецова» до 1872 года. Из внутренних областей России поступало сырьё, а в дальнейшем ввоз производственного сырья был налажен из Франции, Германии, Голландии, Скандинавии; уголь поступал из Англии.
Рост производства, положительные отзывы клиентов о фаянсовой продукции предприятия, расширение торговой базы привело к узнаваемости фабрики и существенному повышению престижа её изделий. Вскоре предприятие поменяло название и юридический статус. На базе нескольких фабрик в 1889 году было основано «Товарищество производства фарфоровых, фаянсовых и майоликовых изделий М. С. Кузнецова». К концу XIX столетия Матвей Кузнецов был владельцем восьми заводов. В это время семья Кузнецовых в качестве высочайшего признания заслуг фабричного производства стала официальным поставщиком Императорского двора и получила эксклюзивное право использовать государственную символику, двуглавого орла, в качестве официального торгового знака. Показатели промышленного производства пережили мощный рост в начале XX столетия. В частности, в 1908 году фабричное предприятие Кузнецовых произвело 22 миллиона единиц продукции. В это же время Рижская фарфоро-фаянсовая фабрика, входившая в состав товарищества, обеспечивала работой 2500 человек, что являлось высоким показателем для Риги.

### Социальная и просветительская политика Кузнецовых

#### Образование
С целью обеспечения должного уровня образования детей рабочих и инженеров, работавших на фабрике, Кузнецовы начали строительство школы у будущего Стахановского моста в Риге, которая в обиходе рижан получила название «Кузнецовской школы». Её автором является главный городской архитектор Рейнгольд Шмелинг, а построена она была незадолго до Первой мировой войны. Кузнецовы также открывали просветительские кружки, в которых происходило обучение рабочих и членов их семей музыке, языкам, живописи, грамоте, игре на различных музыкальных инструментах.
Супруга директора Рижской шамотной фабрики Михаила Матвеевича Вера Николаевна Кузнецова (урождённая Адзеропуло) проявила себя как благотворитель, общественный деятель, основала «Детский дом трудолюбия», лично направляла деятельность этой школы рукоделия и детского сада до самой смерти 16 июля 1938 года.

#### Помощь церкви
В 1876 году в честь 25-летия царствования императора Александра II при рижском заводе была построена часовня.
Кузнецовы были известны как щедрые жертвователи, постоянно оказывавшие финансовую помощь Гребенщиковской старообрядческой общине. 8 июля 1912 года в день Казанской Божьей матери на средства дирекции Рижской фарфоровой фабрики и рабочих началось строительство нового каменного храма на Ивановском кладбище в Риге. Из-за Первой мировой войны храм не был достроен и завершён только в 1929 году.
В те же годы велось строительство церкви рядом с фабрикой, которое тоже не было завершено. В 1935 году состоялась попытка продать его созданному 9 августа 1934 года приходу св. Антония католической курии, что вызвало возмущение жителей Московского форштадта Риги и особенно фабрики Кузнецовых. Вице-министр внутренних дел А.Берзинь встретился с рабочими фабрики и пообещал, что правительство не утвердит продажу. Летом того же года было создано Религиозно-культурное общество при фабрике М. С. Кузнецова, с целью создать в этом районе культурный очаг не только для рабочих фабрики Кузнецова, но и для других предприятий. Оно планировало устроить храм на 400 человек в верхнем этаже и Библиотечный кружок в цокольном этаже, с залом для лекций на 360 человек, а также занятий гимнастикой. Отдельные помещения предполагались для рукоделия, курсов, шахматного и певческого кружков, детского сада и яслей на 100 человек. Однако эти замыслы так и не были реализованы, а после Великой Отечественной войны недостроенная церковь была разобрана.

#### Социальная политика
Рабочие фабрики чаще всего селились в Кенгарагсе, по соседству с Московским форштадтом, на границах которого располагались заводские помещения. В Кенгарагге (Кенгарагсе) они строили деревянные дома, разбивали сады и обустраивали огороды. Часто рабочие могли позволить себе держать скот и домашнюю птицу, пристраивали к домам сараи и хлева. Таким образом, к началу Первой мировой войны большая часть исторического пригорода Кенгарагс была населена в основном рабочими кузнецовского фабричного предприятия.
На рижской фабрике от имени хозяина лучшим сотрудникам дарили посуду, не ставя заводского клейма, дабы не искушать сотрудников немедленно ее продать. Постоянно совершенствовалась система штрафов: и за испорченный инструмент, и за опоздания, и за пререкания со смотрителем или управляющим. Для «неудобных» работников существовала годовая система найма: каждый год перед Пасхой всех рабочих поголовно рассчитывали, после праздников принимали на работу. «Ненужные» оставались за бортом без возможности пожаловаться.

## Последняя фабрика Кузнецовых. 1914—1940
После начала Первой мировой войны Рига оказалась в прифронтовой зоне.
В 1915 году оборудование предприятия в ходе эвакуации художественных ценностей и промышленных предприятий было вывезено в тыл.
В сентябре 1917 года Рига была оккупирована немецкими войсками.
После установления коммунистической республики в 1917 году фабричное предприятие Кузнецовых оказалось единственным, избежавшим национализации, поскольку рабочие, сторонники большевистской идеологии, относились к семье фабрикантов с уважением и любовью.
Фабричные предприятия, принадлежавшие Кузнецовым, подверглись национализации по всей Советской России, а вскоре начались судебные процессы над членами семьи Кузнецовых. Они часто заканчивались суровыми приговорами.
Поэтому все члены семьи Кузнецовых, спасаясь от грозившей им опасности судебного преследования, перебрались в Ригу уже в 1921 году. В 1925 году к ним присоединились осужденные в Советской России к ссылке и отпущенные на свободу Георгий Матвеевич и его племянник Николай Николаевич Кузнецовы. В связи с невысоким уровнем доходов и сложной экономической ситуацией в латвийской промышленности начала 1920-х годов Кузнецовы сами должны были заниматься производством и управлением.

### Возобновление производства
Фабрика находилась в запущенном состоянии. Частично были разрушены во время войны производственные корпуса и контора. Предприятие возобновило производство 1 октября 1920 года, использовав сохранившуюся в подвалах фарфоровую массу. Михаил Матвеевич Кузнецов, ранее руководивший Рижской фабрикой, собрал сохранившиеся фарфоровые изделия, выгодно продал их и на вырученные деньги приобрёл новое оборудование. Однако на предприятии по-прежнему доминировал тяжелый ручной труд, из 5 печей обжига удалось запустить только три. Изделия сушили прямо в цехах, а декораторы работали рядом с участком обжига с его горячими печами.
11 августа 1922 года в Министерстве финансов Латвии было перерегистрировано созданное в Российской империи 29 сентября 1887 года Товарищество М. С. Кузнецова. Оно стало акционерным обществом «М. С. Кузнецов» и располагалось по адресу Грециниеку, 17/19 в Риге. Ведущие посты в нём заняли представители рода Кузнецовых: Николай Матвеевич стал директором, Георгий Матвеевич — коммерческим директором, Сергей Матвеевич — руководитель цеха приготовления фарфоровой массы, Георгий Александрович — административный директор, Матвей Николаевич — химик. Александр Михайлович исполнял обязанности старшего технолога.
Сырье импортировали: каолин из Германии и Чехословакии, шамот, деколи и золото — из Германии, керамические краси — из Франции, полевой шпат — из Швейцарии и Швеции. Производство пришлось налаживать вручную, поскольку не хватало средств на покупку нового оборудования, да и прибыли в условиях послевоенного государственного устройства были весьма скромными. На производстве после запуска фабрики было занято только 458 человек.
Тяжёло отразился на заводе экономический кризис 1929—1933 годов. Чтобы спасти ситуацию, Кузнецовы пригласили директором опытного инженера и руководителя химического производства Мартина Калныня (1893—1986). Он преобразовал предприятие в акционерное общество в 1934 году, начал выпускать изделия в национальном духе, пригласив к сотрудничеству художников Яниса Кугу, Романа Суту, Юлия Мадерниека, Вилиса Васариня, Герберта Мангольда.
Уже в конце 1930-х годов фабрика получила Гран-при на выставках в Брюсселе (1935) и Париже (1937).

### Предприятие Михаила Матвеевича Кузнецова
11 февраля 1925 года от завода было отделено химическое производство, производство искусственных строительных и изоляционных материалов, которое перешло в ведение акционерного общества «Michails Kuzņecovs». Его учредителями стали граждане Латвии, супруги Михаил Матвеевич и Вера Николаевна Кузнецовы, Ян Янович Шварцберг, Йоханна Петровна Шварцберг и подданный России Фёдор Васильевич Рыбаков. 31 декабря 1926 года Михаил Матвеевич и Вера Николаевна Кузнецовы заключили брачный контракт, согласно которому их имущество было разделено.
В октябре 1927 года движимое имущество предприятия «Michails Kuzņecovs» выставлялось на аукцион судебным исполнителем, однако аукцион был отменён. В 1930 году под арест по иску Государственного Земельного банка попал дом Кузнецовых в Юрмале (Эдинбург, просп. Ермолова, часть поместья Булдури), его удалось также отменить.
Однако в 1932 году акционерное общество с уставным капиталом 160 тысяч латов (при среднем размере паевого капитала в Латвии в 500 тыс. латов) пришлось ликвидировать.

### Смена поколений
В конце 1930-х годов умерли почти все представители старшего поколения семьи Кузнецовых: в 1936 году Клавдия Матвеевна (69 лет, 1867—1936), в 1937-м Николай Матвеевич (69 лет, 1868 — 19 октября 1937), в 1938-м Александр Матвеевич (68 лет, 1870—1938) и Михаил Матвеевич (58 лет, 1880—1938) и его супруга Вера Николаевна.
После смерти Николая Матвеевича в правлении Товарищества его сменил его сын Николай Николаевич (родился 13 июля 1893 года в Москве), проживал на ул. Латгалес, 259 кв.2. Сергей Матвеевич (проживал в Риге на ул. Межа, 4а, кв. 3) остался кандидатом в члены правления, согласно решению общего собрания акционеров от 31 декабря 1937 года.
Среди членов семьи, выкупивших в апреле 1940 года земельный участок на ул. Латгалес, 261/263 в Риге, указаны сыновья М. С. Кузнецова Сергей и Георгий, внуки Николай, Матвей, Георг, Николай (1900 года рождения), внучки Елена Александровна Долгова, Мария Туркова (в девичестве Соколова), Елизавета Кузнецова (родилась в марте 1925 года).

### Культурная и спортивная жизнь предприятия
В межвоенный период на рижском заводе активно развивалась культурная и спортивная жизнь, в частности, действовали две команды — футбольная и волейбольная. Н. Н. и Г. А. Кузнецовы сами показывали успешный пример спортивной деятельности, профессионально занимаясь теннисом и участвуя в республиканских соревнованиях и международных турнирах, демонстрируя довольно высокие результаты. При организации общественной жизни персонала Кузнецовы продолжали культурно-просветительскую традицию довоенного предприятия: при фабрике действовал художественный клуб, была открыта богатая библиотека, в которой по инициативе семьи Кузнецовых регулярно проводились литературные вечера. Также при фабрике действовали разнообразные кружки по интересам — музыкальный, технический, актёрский.
В межвоенный период с фабрикой Кузнецова сотрудничали известные латвийские живописцы Роман Сута и Александра Бельцова, которые воплотили идеи авангардистских направлений в изобразительном искусстве в росписи фарфоро-фаянсовой продукции предприятия. Например, Александра Бельцова расписывала тарелки кузнецовской фабрики в традициях кубизма. В настоящий момент сервизы, расписанные этой семейной парой, имеют высокую художественную ценность и являются эксклюзивными, дорогостоящими экспонатами частных и музейных коллекций. Часто продукция фабрики Кузнецовых представляла Латвию на различных международных выставках и симпозиумах, завоёвывая призы и награды, получая высокую экспертную оценку. В 1937 году, когда происходило официальное празднование 125-летия с момента основания Рижской фарфоро-фаянсовой фабрики Кузнецовых, была выпущена серия юбилейных изделий с маркой «Кузнецовы-125» .

## Фабрика в 1940—1941 годы
После установления советской власти в Латвии в июле 1940 года фабричное предприятие семьи Кузнецовых было национализировано, однако негативного влияния на масштабы и темпы промышленного производства фарфоро-фаянсовой продукции это не оказало. К тому же Кузнецовы продолжили работать на заводе, занимая административные должности и руководя технологическими процессами. Непосредственным начальником предприятия был назначен Г. Г. Круглов (1905—1984), который долгое время работал химиком на фабрике. После национализации предприятие было передано в ведение тресту силикатной промышленности Наркомата местной промышленности Латвийской ССР.

## Нацистская оккупация
30 июня 1941 года Рига была оккупирована наступавшими немецкими войсками и до октября 1944 года предприятие оставалось в зоне немецкой оккупации. В это время фабрикой управляли немецкие чиновники, а Кузнецовы, будучи противниками гитлеровской идеологии, вынуждены были выехать из Латвии. Распространена история о том, что немецкая гражданская администрация намеревалась снять позолоту с купола храма Гребенщиковской старообрядческой общины, однако за него вступились рабочие завода Кузнецовых, которые собрали свои семейные драгоценности и отдали нацистам, чтобы предотвратить осквернение крупнейшей рижской древлеправославной церкви.
Во время немецкой оккупации на фабрике работало 280 человек, которые выпускали только хозяйственную посуду.

## 1944—1991
В послевоенный период в новых экономических реалиях фабрика действовала успешно, экспортируя свою продукцию в различные области СССР и государства социалистического блока. Она приобрела широкую известность благодаря высокому качеству фарфоровой продукции. В масштабах СССР предприятие завоевало хорошую репутацию и доброе имя благодаря многолетним историческим традициям производства.
Параллельно с кузнецовским промышленным предприятием в Риге существовала также фарфоровая фабрика Якоба Карла Ессена, которая также пользовалась широкой известностью. В 1960-е годы два производственных комплекса были объединены, а объединённое предприятие получило название Рижский фарфоро-фаянсовый завод; два его филиала также поменяли названия. Бывшая фабрика Кузнецова стала официально именоваться «Участок № 1. Рижского фарфоро-фаянсового завода (ул. Маскавас, 257)», а бывшая фабрика Ессена получила название «Участок № 2 Рижского фарфоро-фаянсового завода (ул. Ледургас, 3)». Фабрика периодически меняла ассортимент, например, с середины 1960-х годов было прекращено производство огнеупорных изделий из фарфора и строительного фаянса, а в 1968 г. было решено прекратить изготовление фаянса, после чего предприятие стало называться Рижским фарфоровым заводом. Помимо государств социалистического блока завод экспортировал продукцию довольно широко, в том числе в Швецию, Ливан, Афганистан, Монголию. В 1970-х годы предприятие специализировалось на выпуске отдельных образцов фарфоровой посуды, например, преобладал выпуск сервизов и отдельных предметов кофейного назначения. В то же время вместе с прекращением производства отдельных единиц продукции именно здесь внедрялись различные производственные инновации, например, в 1968 году началось промышленное изготовление изделий из тонкостенного фарфора.
Фарфоровая фабрика Риги при разработке дизайна своих изделий часто естественным образом отражала культурно-идеологический контекст эпохи. Примечательно, что в 1940-е годы и в начале 1950-х на Рижском фарфоро-фаянсовом заводе начали производство фарфоровой продукции (вазы, тарелки, другие элементы кухонного сервиза) с изображением лица Иосифа Виссарионовича Сталина. После «развенчания культа личности» отдельные владельцы наносили верхний слой краски на изображение лица Сталина, и только в более поздний период перекупщики, коллекционеры или владельцы при разных обстоятельствах снимали этот слой и с удивлением обнаруживали под ним лик генералиссимуса. В настоящий момент несколько образцов «сталинской» продукции находятся в экспозиции рижского Музея фарфора, который был открыт в 2001 году. Тогда Музей фарфора располагался на территории фабрики, однако после закрытия легендарного промышленного предприятия уникальная коллекция в 6000 экспонатов перешла в собственность городского самоуправления, а музей переместился в новые помещения — сейчас он располагается на территории Конвента Святого Духа (рядом с церковью Святого Георгия) в Старой Риге.

## Ликвидация фабрики. Коллекции
В настоящее время образцы продукции рижской фарфоро-фаянсовой кузнецовской фабрики, изготовленные в разный период её существования, представляют коллекционную ценность и хранятся в частных и публичных экспозициях разных стран мира — в Латвии, Эстонии, России, Скандинавии, США, Германии, Франции и даже Саудовской Аравии. Есть сведения, что саудовская королевская семья некоторое время назад приобрела несколько редких образцов кузнецовского сервиза, обладающих высокой историко-художественной ценностью.

## Название улицы
Улица, примыкавшая к фабрике, с 1923 по 1950 год называлась улица Кузнецова — в честь основателя предприятия; в настоящее время (с 1989 года) она именуется улицей Славу.